# CodeWarrior
CodeWarrior（コードウォーリア）は、メトロワークスが開発した統合開発環境である。日本では1994年から株式会社ビー・ユー・ジーが総代理店業務を開始した。1996年にメトロワークスの日本法人であるメトロワークス株式会社が設立されたが、ビー・ユー・ジーは引き続き、CodeWarriorの代理店業務を続けた。
CodeWarriorがMacintosh用の開発ツールの市場を席巻したきっかけは、モトローラの68000 (68K) シリーズからPowerPCへのMPUの移行であった。Appleの純正開発ツールである「MPW」や、68K時代には圧倒的なシェアを持っていたシマンテックの「THINK C」のPowerPCへの移行が遅れ、いち早くPowerPCの対応を行ったCodeWarriorがMacintoshの開発ツールとして市場を独占するようになった。言語としてはC、C++、PascalおよびJavaをサポートしていた。
その後、CodeWarriorは対応プラットホームを増やし、Macintosh以外に、Windows、Solaris、Linux、Java、Palm、MagicCap、BeOS、PlayStation、PlayStation 2、ドリームキャスト、NINTENDO 64、ニンテンドー ゲームキューブ、ニンテンドーDS、Wiiなどの開発を行えるようになった。また組み込み機器の開発も可能で、68000、PowerPC、Coldfire、StarCore、MIPS、SuperH (SH)、V850などのCPUをサポートした。
Macintosh版は、Mac OS Xの時代になってもしばらくは、Carbonの開発環境として影響力を残し、Classic Mac OSから開発が続けられているソフトウェアのほとんどはCodeWarriorを利用して開発されていた。しかし、Mac OS Xでの開発の主流は、無料の純正開発環境であるXcodeを用いたCocoaフレームワークでの開発に移行していった。CodeWarriorもCocoaへの対応をおこなったが、MacintoshのIA-32移行への対応を行わず、2005年に開発を終了した。アップルではCodeWarriorからXcodeへ移植するためのドキュメントを用意した。
現在は半導体メーカーであるフリースケール・セミコンダクタが自社の半導体用の開発ツールとして開発・販売を行っている。

## 名称の起源
1990年代、アップルは、Apple Developer Group（現在のApple Developer Connection）の活動の一環として、Macintoshのサンプルソースコードなどを含めたCD-ROMの配布を行っていた。これらのCD-ROMでは、その初期に、ソースコードの記述に関するギミックを、有名な映画のタイトルにもじって副題として付けていた。例（「The Hexorcist（ザ ヘクゾシスト）」「Lord of the Files」「Gorillas in the Disc」など）。
これらシリーズのなかで、vol.9にて「Code Warrior」が登場する。これは映画作品マッドマックス2（原題、Mad Max2：The Road Warrior）にちなんで付けられた。（ただし、最初の「Code Warrior」という言葉は、1987年に、Tech III Inc.が「Code of the Code Warriors」というドキュメントで使っている）。この後にも、この副題は、さらにさまざまなものが発表されるが、Metrowerksはこれを製品名として使用した。
Core Warriorのパッケージは、「Blood, Sweat and Code」（血と汗とコード）というキャッチフレーズとともに、シマンテックのTHINK Cと競争していた。